# Cristina Rodlo

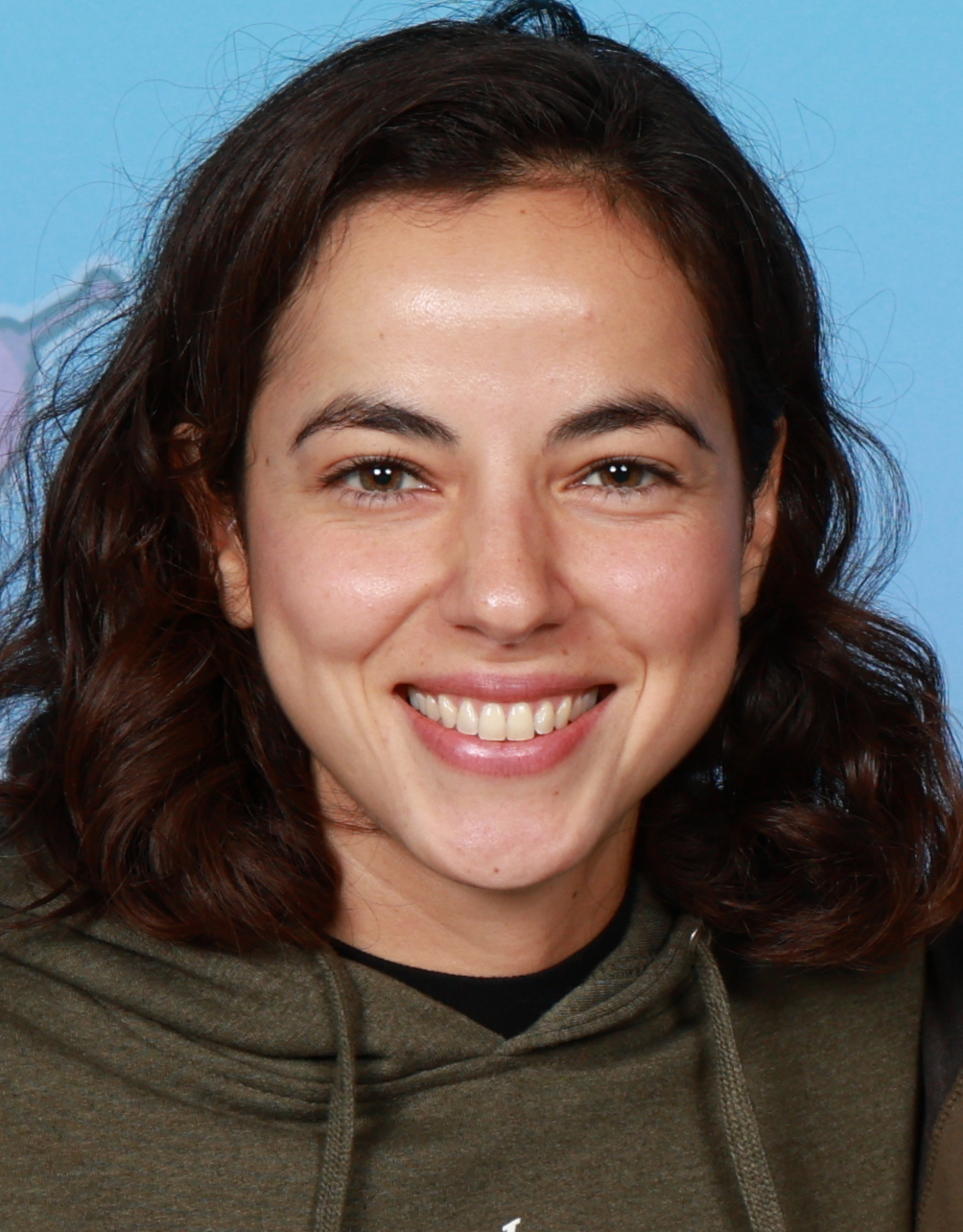
Cristina Rodlo (2024)

Cristina Rodlo (* 21. Mai 1990 als Cristina Rodríguez Lozano in Torreón, Coahuila) ist eine mexikanische Schauspielerin.

## Leben und Karriere
Cristina Rodlo wurde 1990 in der nordmexikanischen Stadt Torreón geboren, wo sie gemeinsam mit einem Bruder aufwuchs. Nachdem sie im Alter von elf Jahren an einer Schulaufführung teilgenommen hatte, verfolgte sie den Wunsch, als Schauspielerin in den Vereinigten Staaten zu arbeiten. Während ihrer Zeit auf der mexikanischen High School nahm Rodlo so in Monterrey an einem Vorsprechen für die American Musical and Dramatic Academy teil, woraufhin ihr von der Kunsthochschule ein Stipendium angeboten wurde. Da sich ihre Eltern die verbliebenen Studiengebühren selbst nicht leisten konnten, suchte Rodlo bei mexikanischen Unternehmen und Politikern nach Sponsoren. Schließlich fand sie einen Lokalpolitiker, der sich dazu bereiterklärte, die Hälfte ihrer Studiengebühren zu übernehmen.
Um ihren Lebensunterhalt zu finanzieren, arbeitete Rodlo in New York City neben ihrem Studium unter anderem als Kellnerin und Hostess. Nach dem Ende ihrer Ausbildung bekam sie in der Metropolregion allerdings nur Theaterrollen angeboten, während ihr in Los Angeles unterstellt wurde, für typische Latina-Rollen nicht das passende Aussehen zu haben. Entgegen ihrer ursprünglichen Pläne ging Rodlo daher nach Mexiko-Stadt zurück, um ihre Schauspielkarriere neu zu starten. Sieben Jahre lang wirkte sie so in mexikanischen Film- und Fernsehproduktion mit, darunter in fast 100 Folgen der Telenovela Vuelve temprano (2016–2017). Die biografische Fernsehserie El Vato (2016–2017), in der Rodlo eine der Hauptrollen übernahm, wurde 2018 mit einem International Emmy Award als bestes nicht-englischsprachiges Primetime-Programm ausgezeichnet.
Nach diesen Erfolgen zog Rodlo zurück nach Los Angeles, wo die Fernsehserien Too Old to Die Young und The Terror sowie das Filmdrama Miss Bala aus dem Jahr 2019 zu ihren ersten US-Produktionen zählten. Es folgte eine Hauptrolle in der Comedyserie 68 Whiskey, ehe Rodlo 2021 im Horrorthriller Niemand kommt hier lebend raus ihr eigenes Leben spiegelnd eine mexikanische Einwanderin verkörperte. Drei Jahre später übernahm sie Rollen in der zweiten Staffel der Actionserie Halo und dem Filmdrama The Beautiful Game.

## Filmografie (Auswahl)
- 2011: Red Hook Black
- 2012: Los condenados
- 2013: Las trampas del deseo (Telenovela, 9 Folgen)
- 2014: Dos Lunas (Fernsehserie, 4 Folgen)
- 2015: Ladrones
- 2016: Juego de héroes
- 2016–2017: 2091 (Fernsehserie, 12 Folgen)
- 2016–2017: El Vato (Fernsehserie, 23 Folgen)
- 2016–2017: Vuelve temprano (Telenovela, 92 Folgen)
- 2017: Como te ves, me vi
- 2019: Miss Bala
- 2019: Too Old to Die Young (Miniserie, 6 Folgen)
- 2019: The Terror (Fernsehserie, 9 Folgen)
- 2019: Perdida
- 2020: 68 Whiskey (Fernsehserie, 10 Folgen)
- 2021: Niemand kommt hier lebend raus (No One Gets Out Alive)
- 2022: El Vestido De La Novia
- 2023–2024: Tengo que morir todas las noches (Fernsehserie, 8 Folgen)
- 2024: Halo (Fernsehserie, 7 Folgen)
- 2024: The Beautiful Game